# Ján Gallovič
Ján Gallovič (ur. 22 listopada 1960) – słowacki aktor teatralny, telewizyjny i dubbingowy.
Jest związany z bratysławskim teatrem Nová scéna. Współpracuje także z Radiem Słowackim, radiem Twist i studiami dubbingowymi. Jest absolwentem Wyższej Szkoły Sztuk Scenicznych w Bratysławie, gdzie studiował pod kierunkiem Karola L. Zachara.

## Filmografia
- 2009: Smrť ministra (film telewizyjny)
- 2008: Kutyil s.r.o. (serial telewizyjny)
- 2007: Ordinácia v ružovej záhrade (serial telewizyjny)
- 2002: Na konci hry (film telewizyjny)
- 2001: Zlatý chléb (film telewizyjny)
- 1996: Ženský vtip (film telewizyjny)
- 1995: O kráľovi Fiškusovi (serial telewizyjny)
- 1994: Zlatohláska (film telewizyjny)
- 1993: Domovníkov syn (film telewizyjny)
- 1993: Jakubov rebrík (film telewizyjny)
- 1993: Mátohy rárohaté (film telewizyjny)
- 1993: Zurvalec (film telewizyjny)
- 1992: Evanjelium o Márii
- 1992: Romulus Veľký (film telewizyjny)
- 1992: Zrkadlo (film telewizyjny)
- 1990: Čarovné kresadlo (film telewizyjny)
- 1990: Rieka Sumida (film telewizyjny)
- 1989: Jablonka (film telewizyjny)
- 1989: Modrá katedrála (film telewizyjny)
- 1989: Núraddín Ali a Anísaldžalísa (film telewizyjny)
- 1989: Staroružová dráma (film telewizyjny)
- 1989: Tanec nad plačom (film telewizyjny)
- 1988: Čertovo vrece (film telewizyjny)
- 1988: Dunajské rozprávky (film telewizyjny)
- 1988: Rýchliková rozprávka (film telewizyjny)
- 1987: Hľadanie šťastnej chvíle (film telewizyjny)
- 1987: Noc pred Kračúnom (film telewizyjny)
- 1987: Vidiecka lady Mackbeth (film telewizyjny)
- 1987: Zbojnícke fašiangy (film telewizyjny)
- 1983: Magma (film telewizyjny)
- 1983: V službách zákona (serial telewizyjny)
- 1982: Dievčatko z predmestia (film telewizyjny)
- 1982: Najkrajší kvet (film telewizyjny)
- 1982: Predčasné leto
- 1981: Katera (film telewizyjny)
- 1980: Hodina zažíhania sviec (film telewizyjny)